# Jiří Boudník
Jiří Boudník (* 1970 Plzeň) je český architekt, spisovatel, autor knihy „Věže – příběh 11. září”. Vystudoval stavební průmyslovou školu. Později vystudoval umění na Munson Williams Proctor Institute School of Art (1989–1991) a architekturu na Cooper Union (1991–1997).
V sedmnácti letech spolu s matkou a sestrou emigroval do Spojených států amerických.

## Účast na řešení následků 11. září
V září roku 2001 pracoval ve funkci projekčního inženýra na stavbě budovy Federálního soudu u Brooklynského mostu. Podílel se významně na záchranářských pracích a odklízení trosek věží světového obchodního centra v New Yorku, které se staly jedním z terčů útoků podniknutých 11. září 2001. Sestavil pro záchranáře první model místa tragédie a modely trosek, které pomohly záchranářům s vyprošťováním lidí ze zničených dvojčat. Jednalo se o šest měsíců dobrovolné činnosti.
Později, v únoru 2002 pracoval v týmu expertů, který měl za úkol vyšetření pádu budov. Tento tým byl financován Larry Silversteinem, majitelem budov WTC, neboť potřeboval dokázat, že se jednalo o dva teroristické útoky a nebýt druhého letadla, druhá věž by zůstala zachována. Důvodem tohoto vyšetřování byla skutečnost, že pojišťovna chtěla poskytnout pouze polovinu prostředků (3,5 miliardy dolarů z 7 miliard dolarů), neboť se držela teorie jednoho útoku. Pojišťovna měla svůj tým, který se snažil prokázat tvrzení pojišťovny. Tým najatý Larry Silverteinem prostudoval všechny možné plány, koupil velké množství videozáznamů od televizních společností a celkem přesně zrekonstruoval události vedoucí k pádu věží. Tým byl rozpuštěn v létě 2002. Pojišťovny se poté vyrovnaly s majitelem mimosoudně a poskytli mu pojistné plnění ve výši 5 miliard dolarů.[zdroj?]
Návrat do normálního života byl u něho po této události doprovázen silnými depresemi.[zdroj?]
Později založil vlastní firmu Brainstorm Computer Animated Solutions, která se zabývá mimo jiné právě 3D modelováním budov.

## Kniha Věže - příběh 11. září
Kniha vypraví příběh Jiřího Boudníka, jakožto přímého účastníka pádu newyorských věží. Poukazuje na obětavost autora a na použití jeho odborných znalostí, kterými přispěl k záchraně mnoha lidských životů a urychlení odstranění trosek WTC. Nabízí tak náhled do největší tragédie moderních dějin. V knize se objevuje řada technických detailů a lidských osudů, dávajících celému příběhu další rozměr. Kniha byla i načtena do podoby audioknihy, a to hercem Národního divadla, Pavlem Baťkem.[zdroj?]

## Dokumentární filmy
V newyorském Českém centru poznal americké válečné veterány, kteří byli svědky osvobození Plzně americkou armádou. S jedním z veteránů se dohodl na zinscenování každé minuty jeho cesty Plzní až do budovy Wehrmachtu. Tento veterán byl první, který převzal německou kapitulaci. Též byl svědkem sebevraždy německého generála v Plzni. K 60. výročí osvobození Plzně natočil dokument popisující tyto události proběhlé v roce 1945. Natáčení dokumentů se věnuje dále. Přeje si, aby jeho dokumenty byly jakousi katarzí vzájemných česko-německých vztahů.

## Současnost
Po dvaceti letech strávených v New Yorku se přestěhoval do rodného města, Plzně. Věnuje se renovacím starších domů a natáčení dokumentárních filmů.[zdroj?]

## Účast na rozhovorech a Talk show
- 2007, rozhovor pro server Technet (iDnes.cz)[4]
- 2009, rozhovor pro Českou televizi[5]
- 2011, Talk show, Show Jana Krause[6]
- 2022, rozhovor - speciál, Standashow https://www.talktv.cz/video/11-zari-2001-minutu-po-minute-dokumentarni-podcast-s-architektem-jirim-boudnikem-a-novinarkou-veronikou-bednarovou-Vqm4Sc1k
- 2022, rozhovor U Kulatého stolu[7]